# 新蘭漁港
新蘭漁港為一座位於臺灣臺東縣東河鄉新蘭村的漁港。新蘭漁港距離南方的富岡漁港約15公里，在行政院農業委員會漁業署新制的漁港法中，新港漁港被歸類在第二類漁港之中，目前新蘭漁港由臺東縣政府所有。

## 沿革

### 興建
新蘭漁港周圍海岸淺灘巨石遍佈，無天然隱蔽地形，也無天然港灣之地勢，故最初不利於建港。
後臺灣省政府鑒於當地漁民的少數漁船及漁筏之作業需要，於1984年到1985年（民國73年到民國74年）共編列預算，新台幣1,200萬元進行新蘭漁港建設工程。漁港建設工程項目包括興建防波堤112公尺、開挖泊地0.2公頃及興建曳船道一座。

### 擴建
新蘭漁港於第二期漁港擴建方案中為增加港區穩靜度，因此共增建防波堤兼碼頭41公尺、突堤50公尺、護岸120公尺。

## 設施
新蘭漁港港區面積450平方公尺，水深3公尺，碼頭長41公尺，曳船道一座，並有行政院海岸巡防署東部地區巡防局所設立之安檢所一座，名為新蘭安檢所，隸屬岸巡八一大隊。

## 周遭景點
- 水往上流
- 杉原海水浴場
- 富岡漁港
- 都蘭遺址

## 資料來源
1. 1 2 3  .   [2015-02-20]. （原始内容存档于2015-02-26）.
2. ↑  .   [2015-02-20]. （原始内容存档于2020-11-27）.
3. ↑  .   [2015-02-20]. （原始内容存档于2015-09-23）.